# Bridgwater Without
Bridgwater Without est une paroisse civile du Somerset, en Angleterre.